# Српска школа у Горњој вароши у Земуну
Српска школа у Горњој вароши у Земуну је споменик културе. Налази се у Земуну у улици Светотројичина 4.

## Историјат
У саставу Црква Свете Тројице познатије као Светотројична црква 1799. год. основана је Српска школа. Зграда Српска школа у Горњој вароши подигнута 1872. године, дограђена је 1912. према пројекту Милана Ј. Јеремића и Јозефа Маркса. Њену партерну зграду из 1872. године и данас користи Основна школа за образовање одраслих особа.

## Опис
Зграда Српске школе у Горњој вароши у Земуну је партерни објекат изразито издужене правоугаоне основе, окренут дужом страном ка улици. Фасада је обликована у духу неокласицизма с елементима сецесије. Карактерише је уједначен ритам прозорских отвора око којих је плитка пластична декорација. Школа је сазидана од дврдог материјала (опеке) са кречним малтером. Школа се налази у непосредној близини порте Светотројичине цркве, чији је саставни део. Кућа сведочи о развоју школства у Земуну.